# Mermessus augustalis
Mermessus augustalis är en spindelart som först beskrevs av Crosby och Bishop 1933.  Mermessus augustalis ingår i släktet Mermessus och familjen täckvävarspindlar. Inga underarter finns listade i Catalogue of Life.